# Cristóbal Toral

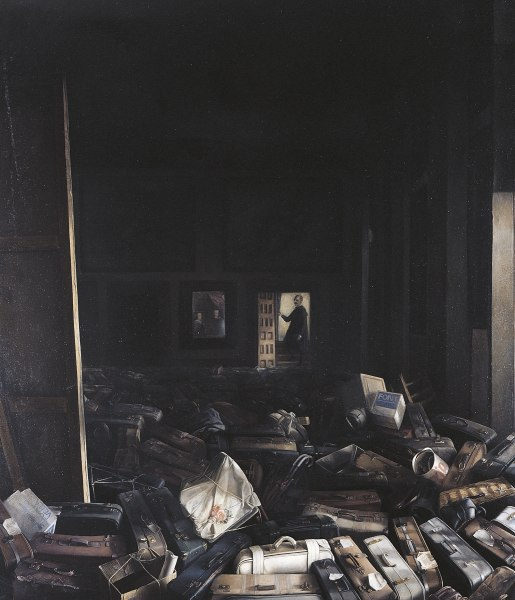
D´apres Las Meninas, obra terminada en 1975 inspirada en Las meninas de Velázquez.

Cristóbal Toral Ruiz (Torre Alháquime,Cádiz, 15 de abril de 1940) es un pintor español conocido por sus cuadros realistas en los que destacan la presencia de maletas y el concepto del «viaje». La mayoría de sus obras pueden observarse en el Museo de la Ciudad de Antequera, en la de la provincia de Málaga.  
La calidad de su obra pictórica le ha llevado a exponer en salas de todo el mundo, y le ha hecho merecedor de un amplio reconocimiento internacional y de distinciones como las de Hijo Predilecto y Medalla de Oro de la Ciudad de Antequera, Medalla de Andalucía, Medalla de oro de la provincia de Málaga 2004 o Académico de Honor de la Real Academia de Bellas Artes Santa Isabel de Hungría. En 2014 en su muestra Cartografía de un viaje, ha expuesto una polémica obra en la que aparece un retrato de Juan Carlos I en un contenedor de basura.

## Biografía
A los pocos días de su nacimiento su familia se traslada a Antequera. Hasta los diecinueve años vivió en el campo trabajando junto a su padre, sin haber podido asistir a ninguna escuela. Unos cazadores, que se acercaron a la choza donde vivía para pedir agua, contemplaron sorprendidos los dibujos de aquel muchacho de diecinueve años, y aconsejaron a su padre que le enviase a la Escuela de Artes y Oficios de Antequera. Con sus escasos ahorros compraron una bicicleta, con la que se desplazaba a la escuela una vez terminada la jornada en el campo. Emilio de Moral, que fue su primer maestro, solicitó a Caja de Ahorros de Antequera una ayuda para el joven pintor, y gracias a director de la Caja, José García-Berdoy, Toral consigue una beca para estudiar en la Escuela de Bellas Artes de Sevilla, durante tres años se alojó en el Hospicio Provincial. En 1962, traslada la matrícula a la Escuela de San Fernando en Madrid y, gracias aun aumento de la beca, se hospeda en una pensión de la calle Príncipe. En 1964, se gradúa con el número uno de su promoción, y se le concede el Premio Nacional de Fin de Carrera. Durante sus estudios consiguió la Medalla de Oro de Paisaje de El Paular y el Primer Premio de Pintura y Dibujo de la Dirección General de Bellas Artes.
En 1965, obtiene la beca del Ministerio de Educación y Ciencia y la de la Fundación March, es nombrado profesor auxiliar de la Escuela de Bellas Artes y consigue el Premio de la Caja de Ahorros de Málaga. En 1966, ilustra el Romancero Gitano de García Lorca, celebra su exposición individual en el diario Pueblo, de Madrid, y es distinguido con el Premio Corporación Nacional de Bellas Artes. En 1967, realiza una muestra personal de la galería Quixote, de Madrid, y alcanza el Premio Repesa. En 1969, es becado por la Fundación March para ampliar estudios en Estados Unidos, y antes de marchar a Nueva York, expone en la sala Goya, del Círculo de Bellas Artes. En 1970, logra el Primer Premio Blanco y Negro y expone en la galería Fauna´s. En 1971, es galardonado con el Premio de la Fundación Rodríguez-Acosta, de Granada, y participa en algunas muestras colectivas en Estados Unidos. En 1972, se presenta individualmente en la galería Staempfli, de Nueva York, donde vuelve a exponer en 1973. En 1977 la obra de Cristóbal Toral alcanza una proyección internacional tras la concesión de la Medalla de Oro de la XXIII Bienal de Fiorino (Florencia), sucediéndose exposiciones en Chicago, México, París, Bruselas, Hamburgo, Formosa, Teherán, Nueva York..., así como en las principales ciudades españolas.